# Gălăbeț, Burgas
Gălăbeț (în bulgară Гълъбец) este un sat în comuna Pomorie, regiunea Burgas,  Bulgaria. 

## Demografie
Componența etnică a satului Gălăbeț
     Turci (31,76%)
     Nicio identificare (33,75%)
     Bulgari (34,47%)
     Romi (0%)
La recensământul din 2011, populația satului Gălăbeț era de 1.253 locuitori. Nu există o etnie majoritară, locuitorii fiind bulgari (34,47%) și turci (31,76%). Pentru 33,75% din locuitori nu este cunoscută apartenența etnică.